# Neochalcis caudata
Neochalcis caudata är en stekelart som beskrevs av Nikol'skaya 1960. Neochalcis caudata ingår i släktet Neochalcis och familjen bredlårsteklar.
Artens utbredningsområde är Tadzjikistan. Inga underarter finns listade i Catalogue of Life.